# 부벽루
부벽루(浮碧樓)는 평양직할시 중구역 금수산 모란봉 동쪽 깎아지른 청류벽 위에 서 있는 정자이다. 본래 393년에 창건한 영명사의 부속건물로서 그 때는 이름도 영명루라고 불렀는데, 그 후 12세기에 이르러 '대동강의 맑고 푸른 물 위에 떠 있는 듯한 정자'라는 뜻에서 부벽루라고 고쳐 부르게 되었다. 청류벽 밑을 흐르는 맑고 푸른 대동강물과 녹음이 비단결처럼 출렁이는 릉라도가 신비하리만치 아름답다.

## 개요
고려 말의 문신이자 학자인 이색(1329~1396)이 지은 한시 중 오언율시의 《부벽루》가 전해 내려온다. 그는 고려의 멸망과 함께 출사를 하지 않고 은둔하면서, 고려 왕조에 대한 회고적 정서를 갖고 있는 인물이다. 그가 지은 부벽루에서도 고구려의 옛 도읍인 평양의 부벽루를 지나면서 왕조의 무상함을 노래하면서, 고려 왕조에 대한 애정과 미련, 아쉬움의 복합적인 감정들을 시에서 표현하고 있다.
또한 김시습도 그의 소설집 《금오신화》의 ‘취유부벽정기’(醉遊浮碧亭記·취하여 부벽정에서 놀다)’에서 정치적 격랑 속에서 모든 포부를 버리고 떠나야 했던 청년의 아쉬움을 노래하고 있다.
그외에도 조선 후기의 풍속화가 김홍도의 작품으로 추정되는 《부벽루연회도》(국립중앙박물관 소장)가 전해져 내려오고 있다.

## 갤러리

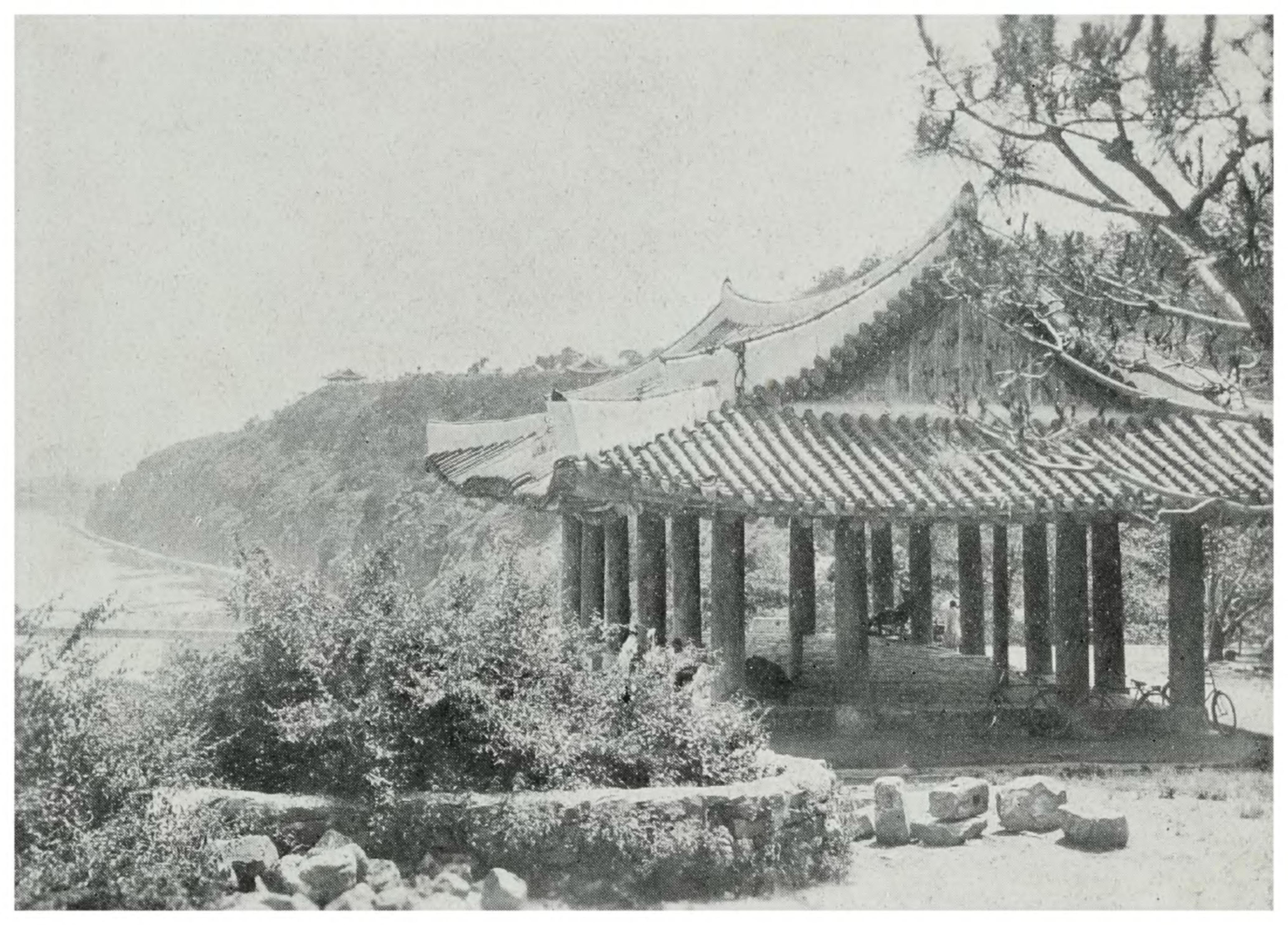
부벽루. 왼편 아래로 벽라교가 보인다.
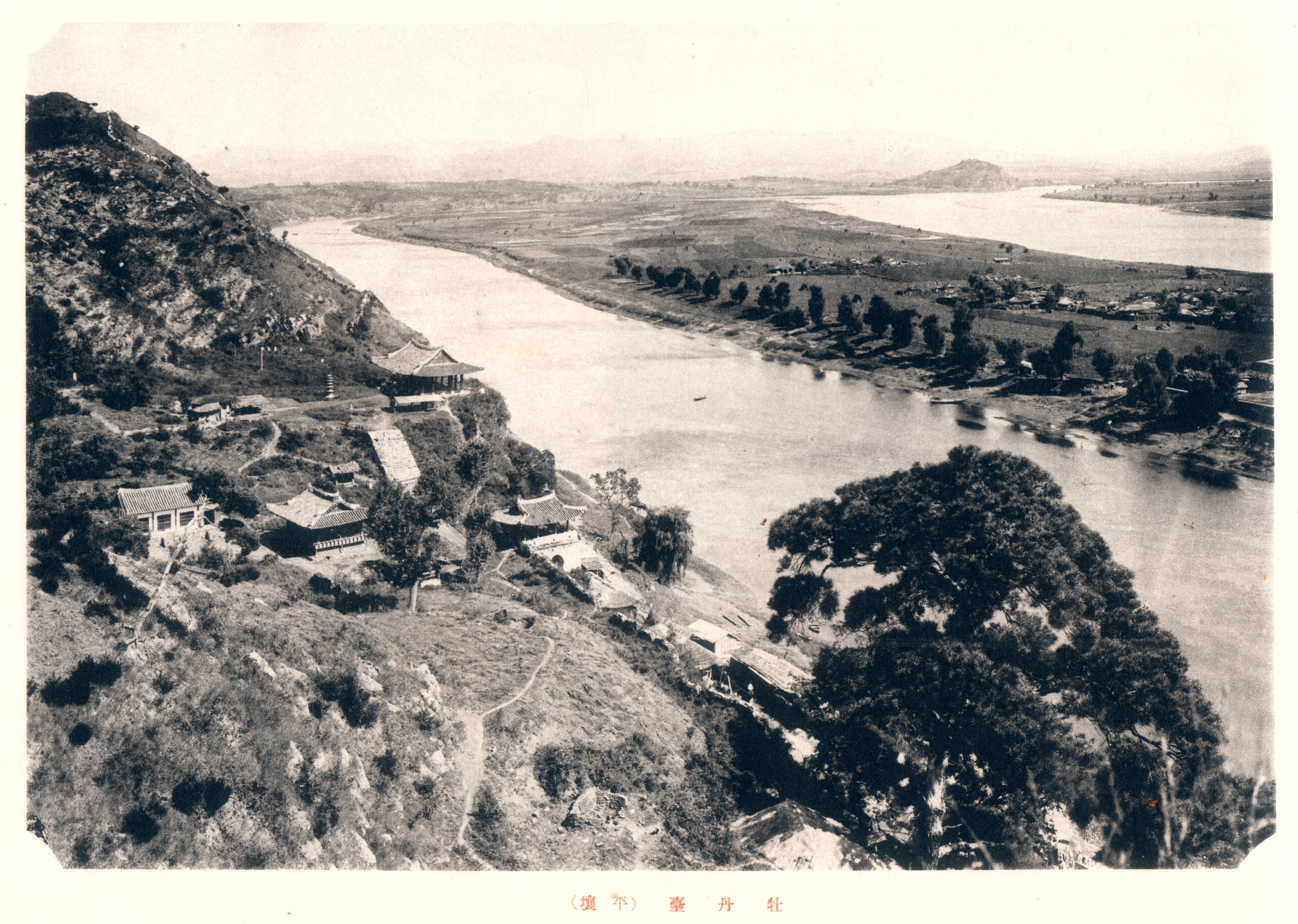
1921년의 부벽루와 영명사 일대 및 능라도 사진
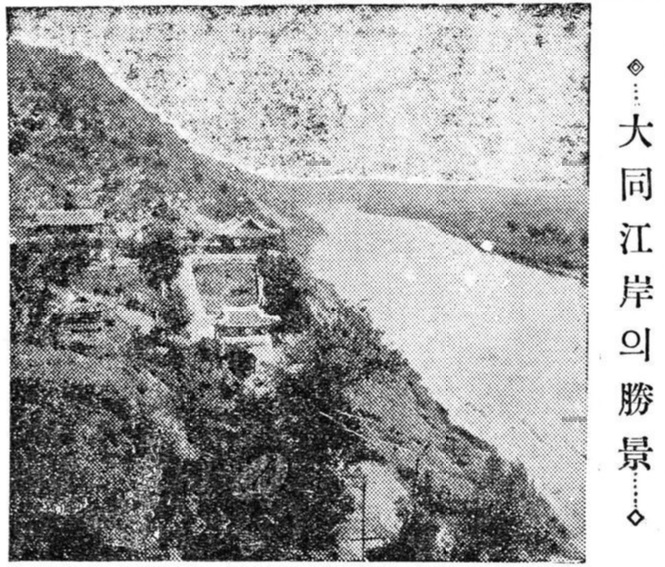
1933-08-13 일자 동아일보(東亞日報)의 평양 영명사(永明寺)와 부벽루(浮碧樓) 사진
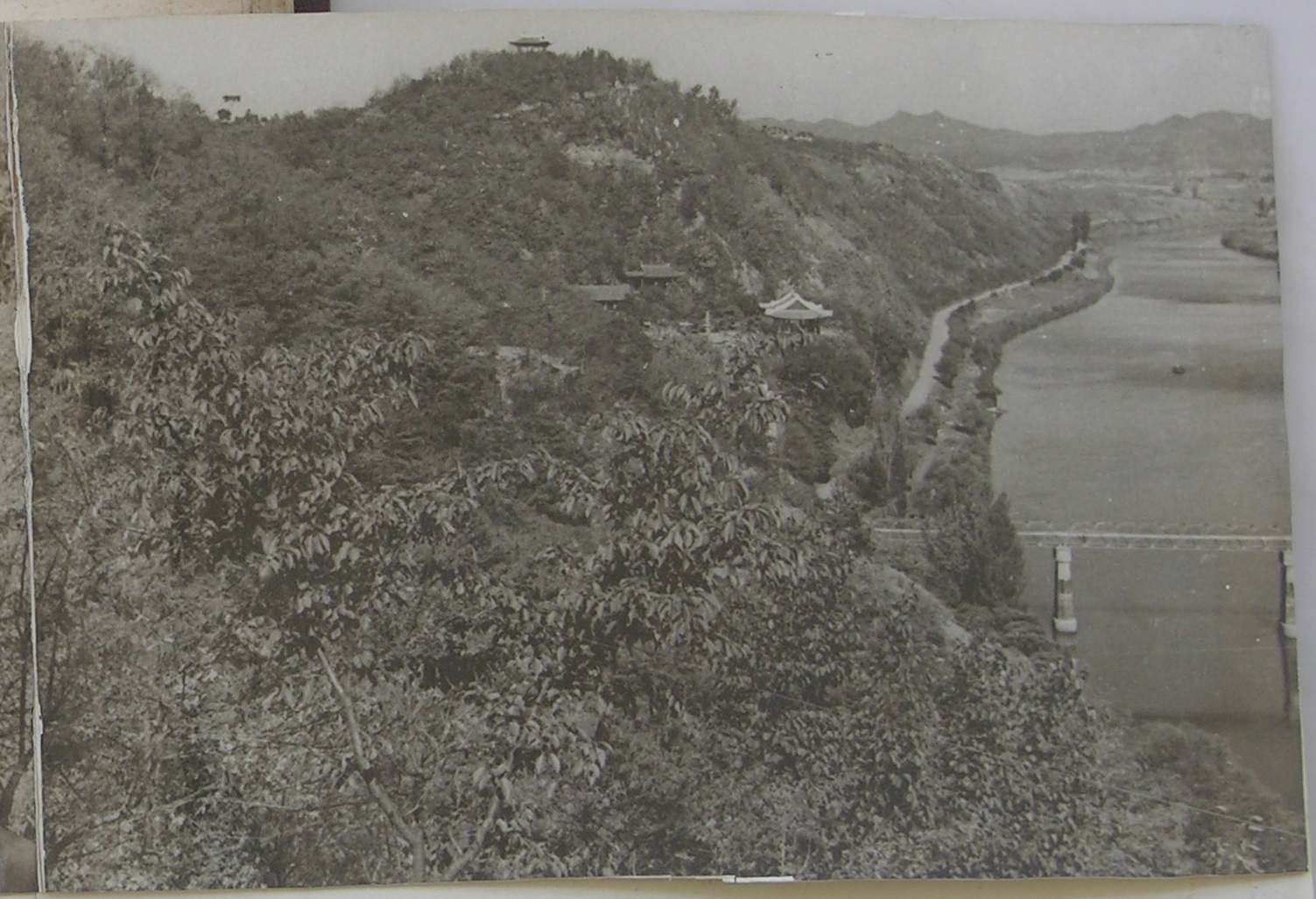
1949년의 모란봉 일대. 영명사, 부벽루와 벽라교가 보인다.